# Francomont
Francomont is een gehucht van Lambermont, een deelgemeente van Verviers in de Belgische provincie Luik.
Francomont ligt stroomafwaarts van Lambermont aan de Vesder, gelegen tussen de Pont Sauvage en de Pont Francval.
Francomont behoorde tot het Hertogdom Limburg en werd minder door heffingen getroffen dan Verviers, dat in het Prinsbisdom Luik lag. Begin 18e eeuw ontstond hier daarom een belangrijke lakenindustrie, die in handen was van rijke families, zoals Franquinet, Sauvage en David.

## Nabijgelegen kernen
Lambermont, Purgatoire, Ensival
Deelgemeenten: Ensival · Heusy · Lambermont · Petit-Rechain · Stembert

Overige plaatsen: Au-Bois · Beau-Vallon · Francomont · Halleur · Hodimont · Mangombroux · Tribomont (deels)

Belgische gemeenten · arrondissement Verviers · provincie Luik · Wallonië